# 進藤サキ
進藤 サキ（しんどう さき、1977年6月13日 - ）は、日本の女性声優。京都府出身。以前はオフィスもりに所属していた。旧芸名は天音 結貴（あまね ゆうき）。

## 出演作品

### テレビアニメ
- 新宿シンちゃん（OL、女の子）
- それいけ!アンパンマン（ノートくん）

### ゲーム
- スペクトラルフォース3（アゼレア、不如帰、スガタ）

### 吹き替え
- バビロン5（ゲイム大使）

### 実写
- 検事・霞夕子（柏木美輪の母）
- 世にも奇妙な物語（主婦A）

### CM
- ウィークリーマンションシェスタ（ラジオCM）
- コヒザドール